# 葛天宾馆
葛天宾馆是河南长葛市的一家由市政府直接领导下的唯一涉外宾馆，属于三星级酒店。位于长葛市中心八七路中段（198号）路南，与市委市政府隔路相望。现拥有3座客房楼，1座多功能宴会厅，250张高、中、低客房床位，300个餐位。宾馆周围座落着党政机关、商业机构等单位。
它是长葛市最高建筑。

## 荣誉
- 河南省旅馆业综合最佳效益五十强
- AAA级信誉企业